# 子科滩镇
子科滩镇，是中华人民共和国青海省海南藏族自治州兴海县下辖的一个镇，位于兴海县东部，是兴海县政府的驻地。子科滩镇原为大河坝乡，2001年改为现名。子科滩镇下辖城关1个居委会和泉曲、纳洞、青根河、黄清、恰当、日干、直亥买7个牧委会。
2009年7月30日，子科滩镇发现肺鼠疫疫情。至8月3日，已有12人确诊，其中3人死亡。

## 行政区划
子科滩镇下辖以下地区：
城北社区、城南社区、城东社区、城西社区、泉曲村、那洞村、青根河村、黄清村、恰当村、日干村、直亥买村和切卜藏村。